# Emmanuel Ullmo
Emmanuel Ullmo (Paris, 25 de junho de 1965) é um matemático francês, especialista em geometria algébrica. É desde 2013 diretor do Institut des Hautes Études Scientifiques (IHÉS).

## Biografia
Obteve um doutorado em 1992 na Universidade Paris-Sul, orientado por Lucien Szpiro, onde foi apontado professor em 2001. Também passou temporariamente 18 meses no Instituto Nacional de Matemática Pura e Aplicada no Brasil, depois dois anos na Universidade de Princeton e seis meses na Universidade Tsinghua.
Foi editor do periódico Inventiones Mathematicae entre 2007 e 2014.
Em 2013, seguindo a retirada de Jean-Pierre Bourguignon, tornou-se o quinto diretor do Institut des Hautes Études Scientifiques.

### Prêmios e reconhecimentos
Foi palestrante convidado do Congresso Internacional de Matemáticos em Pequim (2002). Entre 2003 e 2008 foi fellow júnior do Institut de France. Recebeu o Prêmio Élie Cartan da Académie des Sciences de 2006 por uma prova da conjectura de Bogomolov.